# أبادتشي عليا
أبادتشي عليا (بالإنجليزية: Abadchi-ye Olya)‏ هي قرية تقع في قسم كبوتر سرخ الريفي (مقاطعة تشادغان) في إيران. يقدر عدد سكانها بـ 225 نسمة بحسب إحصاء 2016.